# Czara Arkezilaosa
Czara Arkezilaosa – starożytny czarnofigurowy kyliks ozdobiony przez działającego w połowie VI wieku p.n.e. artystę znanego jako Malarz Arkezilaosa.
Odnaleziony na terenie starożytnego Wulczi kyliks znajduje się obecnie w zbiorach Biblioteki Narodowej Francji w Paryżu (nr katalogowy 4899). Naczynie ma 38 cm średnicy. Na jego dnie znajduje się malowidło przedstawiające Arkezilaosa II, króla leżącej na wybrzeżu libijskim Cyreny, nadzorującego ważenie, dzielenie i pakowanie towaru. Część badaczy przypuszcza, że może to być wełna, jednak kontekst wskazuje że chodzi raczej o objęty królewskim monopolem handel rośliną znaną pod nazwą silphium. Władca został przedstawiony siedzący na tronie pod chroniącym przed skwarem słonecznym baldachimem, odziany w długi chiton i płaszcz, z kapeluszem na głowie i berłem w ręku. Pracujący przed nim robotnicy są nadzy od pasa w górę, a ponad ich postaciami umieszczone są podpisy wskazujące na wykonywane funkcje: sliphomachos (handlarz silphium?), oryksos (kopacz). Afrykański charakter przedstawionej sceny podkreślają ukazane zwierzęta, widać m.in. małpę na gałęzi, wspinającą się jaszczurkę i oswojonego dzikiego kota leżącego u stóp króla.